# ワールドテーブルテニス
ワールドテーブルテニス（World Table Tennis、略称WTT）は国際卓球連盟の子会社World Table Tennis Pteが運営する卓球の国際大会。

## 背景
エンターテインメント性の高い大会を目指し、2021年から開始された。
WTTのイベントは「WTTシリーズ」、「WTTフィーダーシリーズ」、「WTTユースシリーズ」の3つに大きく分けられる。
現行のITTFワールドツアーやITTFチャレンジシリーズは、新たな名称、新たな形式の大会に置き換えられることとなる。

## WTTシリーズ

### グランドスマッシュ
オリンピック、世界選手権と並ぶWTTが開催する最高峰の大会。年間に最大で4大会を開催。賞金は200万〜300万USドル。シングルスは男女各64名が参加。

### WTTファイナルズ
ワールドカップとITTFワールドツアーグランドファイナルに相当する大会。
年間2大会（男女各1大会）を開催する、年間の最終戦。
賞金は大会あたり150万USドル。
シングルスは16名、ダブルスは8ペアが参加。
使用する卓球台は1台のみ。

#### 男子シングルス
| Year | Host City    | 優勝   | 準優勝   |
| ---- | ------------ | ------ | -------- |
| 2021 | シンガポール | 樊振東 | 張本智和 |
| 2022 | 新郷市       | 王楚欽 | 張本智和 |
| 2023 | ドーハ       | 王楚欽 | 樊振東   |
| 2024 | 福岡         | 王楚欽 | 張本智和 |

#### 男子ダブルス
| Year | Host City | 優勝                      | 準優勝            |
| ---- | --------- | ------------------------- | ----------------- |
| 2023 | ドーハ    | 袁励岑/向鵬               | 林高遠/林詩棟     |
| 2024 | 福岡      | Ａ・ルブラン/Ｆ・ルブラン | 戸上隼輔/篠塚大登 |

#### 女子シングルス
| Year | Host City    | 優勝   | 準優勝 |
| ---- | ------------ | ------ | ------ |
| 2021 | シンガポール | 孫穎莎 | 王芸迪 |
| 2022 | 新郷市       | 孫穎莎 | 陳夢   |
| 2023 | 名古屋市     | 孫穎莎 | 王芸迪 |
| 2024 | 福岡         | 王曼昱 | 陳幸同 |

#### 女子ダブルス
| Year | Host City | 優勝              | 準優勝            |
| ---- | --------- | ----------------- | ----------------- |
| 2023 | 名古屋市  | 孫穎莎/王曼昱     | 木原美悠/長﨑美柚 |
| 2024 | 福岡      | 佐藤瞳/橋本帆乃香 | 大藤沙月/横井咲桜 |

### WTTチャンピオンズ
年間8大会（男女各4大会）を開催。
賞金は大会あたり40万〜60万ドル。
シングルスのみ行い、32名が参加。
使用する卓球台は1台のみ。

### WTTスターコンテンダー
ITTFワールドツアーのプラチナ大会に相当する。
年間6大会を開催。
賞金は大会あたり20万〜30万ドル。

### WTTコンテンダー
ITTFワールドツアーのレギュラー大会に相当する。
最大で年間14大会を開催。
賞金は大会当たり5万〜7万ドル。

## WTTフィーダーシリーズ
WTTコンテンダーよりさらに下部の大会で、WTTのエントリーの大会に位置づけられる。

## WTTユースシリーズ
ITTFジュニアサーキットの大会に相当する。